# Helina sublaxifrons
Helina sublaxifrons är en tvåvingeart som beskrevs av Xue och Cao 1986. Helina sublaxifrons ingår i släktet Helina och familjen husflugor. Inga underarter finns listade i Catalogue of Life.